# شانتال دمینگ
شانتال دمینگ (هلندی: Chantal Demming؛ زادهٔ ۵ فوریهٔ ۱۹۷۸) یک هنرپیشه اهل هلند است.
از فیلم‌ها یا برنامه‌های تلویزیونی که وی در آن نقش داشته است می‌توان به در زنجیر اشاره کرد.